# Кокс, Роберт (журналист)
Роберт Дж. Кокс (англ. Robert J. Cox, род. 15 января 1933, Кингстон-апон-Халл, Великобритания) — британский журналист, редактор Buenos Aires Herald, аргентинской англоязычной ежедневной газеты. Кокс стал известен благодаря своей критике военной диктатуры, установившейся в Аргентине в 1976—1983 годах. Он был задержан и заключён в тюрьму, но освобождён через день. В этот период он получал множество угроз в адрес своей семьи. Когда в одной из них содержалась очень подробная информация о его тогдашнем 13-летнем сыне, Кокс отказался от своей деятельности. Его семья покинула Аргентину в 1979 году. Он переехал в Чарлстон (штат Южная Каролина), где работал редактором «The Post and Courier», принадлежавшего той же издательской компании, которая владела и Buenos Aires Herald. В 2005 году законодательное собрание Буэнос-Айреса отметило Кокса за его доблесть в период диктатуры.

## Биография
Роберт Кокс прибыл в Аргентину в 1959 году, вскоре устроившись редактором в Buenos Aires Herald, англоязычную газету англоязычного сообщества Аргентины. Он оказал огромное влияние на своё издание, изменившее свой дизайн и увеличившее охват, превратив небольшую общественно-ориентированную газету в респектабельную национальную ежедневную газету. В 1968 году Кокс стал издателем. Под его руководством Buenos Aires Herald переехала в 1975 году в здание с типографией по адресу: улица Асопардо, 455, которое служило главным офисом издания в течение 34 лет.
Кокс женился на аргентинке Мауд Даверио, происходившей из богатой семьи. Это позволило ему вести привилегированную жизнь. Его круг общения включал в себя элитные семьи и военных деятелей. Поначалу Кокс симпатизировал военной хунте из-за своих социальных связей, угроз со стороны левых партизан и ожидаемого прекращения репрессий против правительства Исабель Перон. Тем не менее он и его газета чётко и часто сообщали и писали статьи о преступлениях периода Грязной войны, несмотря на запреты хунты.
Именно по его инициативе Buenos Aires Herald стала первым средством массовой информации в Аргентине, сообщившим, что правительство де-факто похищает людей, которые затем «исчезают». В качестве репортёра Кокс посещал публичные собрания «Матерей площади Мая», а также лично проверял сведения о том, что военные используют крематории на кладбище Ла-Чакарита для сжигания тел «исчезнувших».
В день переворота они позвонили нам, чтобы сообщить, что нам запрещается сообщать о нападениях, действиях партизан или телах, найденных на улицах. Мы отметили для себя, что уровень насилия остался прежним или стал ещё хуже. Люди стали приходить в газету, чтобы сообщить о происшествиях. У нас также имелись свои источники и контакты с зарубежными агентствами печати. Когда была убита группа священников, за пределами страны верно сообщалось о том, что это сделали крайне правые группировки, но здесь газеты утвержд
али, что это были партизаны, монтонерос. Когда люди приходили в наши офисы, чтобы сообщить об убийствах, я просил их запросить хабеас корпус. Военные запрещают публиковать новости о похищениях или трупах, не имеющие официального подтверждения. Мы приняли запросы хабеас корпус в качестве подтверждения. Я написал две статьи для The Post вскоре после переворота (24 мая 1976 года). В одной из них я заявил о том, что это неправда, что в Аргентине существует свобода выражения мнений, потому что газеты пришли к соглашению с военными чиновниками о непубликации определённых новостей. Что для меня было особенно важно, так это дело спасения людей. Я предъявил властям список имён и сказал, что ничего не напишу в газете, если эти люди объявятся живыми. Нам очень повезло, так как некоторые из этих людей были спасены.
В 1977 году Кокс был задержан:
Когда они пришли, я готовил выпуск ко дню рождения королевы Голландии. Я вынудил их подождать, пока я закончу, а затем позвонил Мауд, чтобы сообщить ей о них. Я выглянул в окно и увидел (Ford) Falcon и Peugeot с люком в крыше, с водителем, похожим на мексиканского бандидо, со скрещенными бандольерами. Они отвели меня в Федеральную координационную службу через подвал, где я сразу же заметил большую свастику на стене. Они посадили меня без одежды в камеру, напоминающую трубку. Это были очень сильные переживания для меня. В то время я не знал, что моё задержание вызвало сильное международное давление на аргентинские власти. У меня были свои связи. Текс Харрис, который был супер парнем, дипломат из США, которого прислали Джимми Картер и Патрисия Дериан, проделал большую работу, чтобы освободить меня.
После своего освобождения Кокс и его семья жили в постоянном страхе. Было совершено покушению на его жизнь, а его жену пытались похитить. Когда угроза убийства стала реальной, он покинул страну. Это решение было принято после того, как один из сыновей Кокса, Питер, получил следующую записку, грубо имитирующую послание партизанской группы Монтонерос:
Дорогой Питер, мы знаем, что ты волнуешься по поводу того, что происходит с семьями твоих друзей, и что ты боишься, что нечто подобное может случиться с тобой и твоим отцом. Мы не едим детей сырыми за завтраком. Учитывая страх, который вы все испытываете, и то, что твой папа - журналист высокого уровня, который более полезен нам живым, чем мёртвым, мы решили отправить тебе эту маленькую записку в качестве предупреждения. По этой причине и с учётом работы, которую выполняет ваш отец, мы предлагаем ему (и всем вам: Питеру, Виктории, Роберту, Дэвиду и Рут) покинуть страну, в которой вы рискуете быть убитыми. Делай, что хочешь, и скажи "папе" и "маме", чтобы они продали дом и автомобили и отправились работать в Париж в другую газету Herald. Вы также можете остаться здесь, работая в области прав человека, но мы не думаем, что это то, чего хотели бы ваши родители или ваши тёти и дяди, ждущие вас в Англии на Рождество. Большой революционный салют твоему отцу.Монтенерос
Кокс и его семья покинули Аргентину. В 1980 году он был удостоен стипендию Нимана в Гарвардском университете. Кокс обосновался в Чарлстоне (штат Южная Каролина), где работал редактором «The Post and Courier», принадлежавшего той же издательской компании, которая владела и Buenos Aires Herald. Он занимался освещением новостей, связанными с такими событиями, как гражданские войны в Сальвадоре и Никарагуа.
В 2005 году Законодательное собрание города Буэнос-Айрес по инициативе заместителя главы кабинета министров Рауля Альберто Пуя воздала почести Роберту Коксу за его журналистскую деятельность в годы военной диктатуры, удостоив его премии «от имени исчезнувших журналистов». В том же году его жена Мауд Даверио де Кокс написала книгу о его жизни в Аргентине в годы военной диктатуры под названием «Спасённый из ада» (исп. Salvados del infierno).
В 2008 году его сын Дэвид также написал книгу о жизни своего отца в этот же период в Аргентине под названием «Грязные секреты, грязная война: изгнание Роберта Дж. Кокса» (англ. Dirty Secrets, Dirty War: The Exile of Robert J. Cox).
В 2010 году Кокс был удостоен звания «Выдающегося гражданина автономного города Буэнос-Айрес» в знак признания его гуманитарной деятельности.
В 2016 году на фестивале BAFICI был показан документальный фильм Джейсона Макнамары «Посланник на белом коне» (англ. Dirty Secrets, Dirty War: The Exile of Robert J. Cox). В нём рассматривается роль Роберта Кокса в разоблачении убийств «исчезнувших» аргентинской военной диктатурой 1970-х годов.